# Réserve de la Léfini
La réserve de la Léfini est une réserve naturelle de faune de la république du Congo créée par l’arrêté N° 3671 du 26 novembre 1951. D'une surface initiale de 4 000 km2, elle a été agrandie à 6 300 km2 à la suite de l'arrêté n°0046/MAEEFGR-CH-CN du 7 janvier 1963. Elle est située à proximité du lac Bleu et à environ 140 kilomètres de Brazzaville, la capitale du pays.
La réserve abrite notamment des hippopotames, des antilopes, des buffles, des gazelles, des pintades, des singes, des sitatungas.
Les principales menaces de la réserve sont le braconnage, les feux de brousse, la surexploitation des terres agricoles et la déforestation. En 2020, l'exploitation sylvicole de la réserve est confiée à une entreprise privée, Forestneutral.